# 金粉背蕨
金粉背蕨（学名：Aleuritopteris chrysophylla）为中国蕨科粉背蕨属下的一个种。

## 扩展阅读
- 維基物種上的相關：金粉背蕨